# Římskokatolická farnost Petrohrad
Římskokatolická farnost Petrohrad (lat. Petersburgium, něm. Petersburg) je zaniklá farnost litoměřické diecéze, která se nacházela v Petrohradě na lounsku. Původně patřila do vikariátu Jesenice (Jechnitz) a poté byla krátce součástí lounského vikariátu.

## Historie
V roce 1786 byla v místě ustanovena lokálie a v roce 1810 se změnil status lokálie na farnost. Samostatnou farností byla až do 1. června 1993, kdy se stala součástí plzeňské diecéze a zanikla sloučením do farnosti Lubenec.

### Duchovní správcové vedoucí farnost
Začátek působnosti jmenovaného v duchovní správě farnosti od roku:
- 1651   cap. arcis (zámecký kaplan) Jacobus Mich. von Eichen
- 1685   cap. arcis  Andreas Schwenek, † 1714
- 1714   cap. arcis Fredericus Würfel, † 1737
- 1737   cap. arcis Wenceslaus Miselt
- 1764   cap. arcis Joannes Doerffelmayer, † 1766
- 1766   cap. arcis Franciscus Bernegger von Bernfels, † 1787
- 1786   cap. loc. (kaplan lokálie) Jos. Fichtner, † 30. 1. 1805
- 1797   cap. loc. Franc. Hennig, n. 13. 4. 1761 Crisdorfens, o. 27. 8. 1790, † 22. 4. 1827
- 1798   cap. loc. Jos. Fichtner, † 30. 1. 1805
- 1805   cap. loc. Franc. Laube, † 25. 6. 1816
- 1810   proto par. (1. farář) Franc. Laube, † 25. 6. 1816
- 1811   Math. Ditl, † 26. 6. 1813
- 1814   Jos. Schmidt, n. 3. 2. 1782 Pohligens., o. 8. 9. 1805, † 14. 7. 1842
- 1817   Franc. Stanka, n. 4. 8. 1755 Schedsitsens., o. 10. 8. 1788, † 12. 3. 1842
- 1836   Jos. Schmid, n. 27.9. 1800 Proelesens., o. 27. 8. 1825, † 27. 9. 1844
- 1845   Joann. Richter, n. 2. 2. 1808 Trusens., o. 4. 8. 1834, † 29. 11. 1893
- 1854   Wencesl. Albrecht, n. 5. 9. 1822 Novodom., o. 24. 6. 1848
- 1878   Jos. Souhrada, n. 11. 6. 1838 Kučeř., o. 27. 7. 1862
- 1884   Franc. Tschischka, n. 4. 8. 1840 Pastuchovic., o. 30. 6. 1864 † 3. 12. 1908
- 1891   Car. Engelmann, n. 22. 1. 1853 Schüsselburg., o. 23. 7. 1876
- 1893   par. vacat, admin. int. Ed. Federle
- 1893   Eduard. Federle, n. 7. 7. 1864 Caaden., o. 16. 5. 1889, † 30. 11. 1921
- 1917   Greg. Müller, n. 7. 5. 1875 Königswald., o. 26. 7. 1907
- 1928   Joann. Nep. Hofmann, n. 17. 2. 1892 Hainspach, o. 2. 6. 1918, † 19. 6. 1952
- 1931   par. vacat, admin. int. Joann. Nep. Hofmann
- 1932   Guil. Reinwarth, n. 7. 6. 1870 Maria- Sorg., o. 2. 7. 1893, † 31. 1. 1947
- 1939   par. vacat, admin. Clement. Schregel
- 1. 3. 1940 Clement Schregel, n. 12. 9. 1890 Albaxen, o. 2. 7. 1916
- 1. 8. 1959 Antonín Wagner
- 8. 6. 1967 Alois Raška
- 1. 1. 1969 Jan Zemánek CSsR
- 1. 12. 1988 Josef Šimon
- od 1. 6. 1993 diec. Pilsnensis, nunc par. Lubenec[3]